# Jan Ludwiczak
Jan Ludwiczak (ur. 1 maja 1937 w Pecnej, zm. 11 stycznia 2023 w Katowicach) – polski robotnik, działacz opozycji antykomunistycznej w PRL, przewodniczący Komisji Zakładowej NSZZ „Solidarność” w Kopalni Węgla Kamiennego „Wujek” w Katowicach.

## Życiorys
Ukończył Zasadniczą Szkołę Kolejową w Poznaniu (1954). W latach 1954–1960 pracował w poznańskich Zakładach Naprawczych Taboru Kolejowego (parowozownia Franowo). Był uczestnikiem wydarzeń Poznańskiego Czerwca 1956 roku, kiedy to został zatrzymany i przesłuchany przez MO. W okresie od stycznia 1958 do grudnia 1959 odbył służbę w Wojskowym Korpusie Górniczym w Katowicach. Następnie podjął pracę na Górnym Śląsku: w latach 1960–1965 w Zakładzie Doświadczalnym Koksu Formowanego Dyrekcja Kopalni Węgla Kamiennego Walenty Oddział KWK Wujek, a następnie w latach 1965–1990 w KWK Wujek.
W latach 1975–1981 był członkiem PZPR, skąd został usunięty. W okresie 1978–1980 kolportował wydawnictwa Komitetu Samoobrony Społecznej „KOR”. W 1980 roku był wiceprzewodniczącym komitetu strajkowego strajku w kopalni Wujek w dniach 1–3 września. Od września 1980 roku był członkiem NSZZ „Solidarność”. Wszedł w skład Komitetu Założycielskiego Związku, któremu przewodniczył od grudnia 1980 roku. Był delegatem na I i II Walny Zjazd Delegatów Regionu Śląsko-Dąbrowskiego (lipiec i grudzień 1981). Po wprowadzeniu stanu wojennego, w nocy z 12 na 13 grudnia 1981 roku został aresztowany. Jego aresztowanie było jedną z przyczyn wybuchu strajku w kopalni Wujek, zakończonego jej pacyfikacją oraz śmiercią 9 górników. Sam Ludwiczak był internowany w ośrodkach w Jastrzębiu-Szerokiej, Uhercach Mineralnych, Załężu, Nowym Łupkowie oraz w Katowicach. Podczas internowania był uczestnikiem buntu w zakładzie w Załężu oraz pięciodniowej głodówki w Uhercach. Ostatecznie został zwolniony 23 grudnia 1982 roku.
Powrócił do pracy w kopalni, gdzie został przeniesiony na niższe stanowisko. W latach 1983–1989 kolportował ulotki oraz wydawnictwo podziemne. W tym okresie był wielokrotnie wzywany do Wojewódzkiego Urzędu Spraw Wewnętrznych w Katowicach, przesłuchiwany, zastraszany oraz nakłaniany do emigracji. W grudniu 1983 roku został zatrzymany pod krzyżem przy kopalni, pobity, a w jego mieszkaniu przeprowadzono rewizję.
W styczniu 1989 roku był przewodniczącym Tymczasowego Komitetu Założycielskiego NSZZ „Solidarność” w KWK Wujek. W 1990 roku przeszedł na emeryturę. W latach 1990–1992 należał do NSZZ „Solidarność” 80.

## Odznaczenia i upamiętnienie
Za swe zasługi został odznaczony m.in. Krzyżem Kawalerskim Orderu Odrodzenia Polski (2007) oraz Krzyżem Wolności i Solidarności (2015). 13 grudnia 2016 roku na ścianie budynku przy ul. Wincentego Pola w Katowicach, w którym mieszkał Jan Ludwiczak w chwili aresztowania, odsłonięto tablicę, upamiętniającą to zdarzenie. Scena aresztowania Ludwiczaka rozpoczyna film „Śmierć jak kromka chleba” w reżyserii Kazimierza Kutza (1994), a w jego postać wcielił się Kazimierz Borowiec.